# Die Weltbühne
Die Weltbühne  je bio politički, umjetnički i ekonomski tjednik. Osnovao ga je Siegfried Jacobsohn u Berlinu pod imenom Die Schaubühne (hrv. promatračka pozornica) kao čisto kazališno glasilo a prvi put izlazi 7. rujna 1905. 4. travnja 1918. novine preuzimaju naziv Die Weltbühne (hrv. svjetska pozornica). 
Poslije Jacobsohnove smrti 1926. Kurt Tucholsky preuzima vodstvo novina do svibnja 1927. kad ga na toj poziciji mijenja Carl von Ossietzky. Nacisti su zabranili Weltbühne poslije paljenja Reichstaga 27. veljače 1933. Novine su izašle sedam puta u periodu između dva rata a zadnji put 7. ožujka 1933. Brojevi Die Weltbühne koji su se mogli naći po knjižnicama spaljeni su od strane nacionalsocijalista. U egzilu su ove novine izlazike pod nazivom Die neue Weltbühne sve do 1939. Poslije Drugog svjetskog rata u istočnom Berlinu novine ove novine nastavljaju izlaziti pod starim nazivim Weltbühne sve do 1993. 
Weltbühne je u Weimarskoj Republici bio forum za radikalne ideje lijevo orijentiranog građanstva. Oko 2500 pisaca pisalo je za tjednik u periodu 1905. – 1933. Pored Jacobsohna, Tucholskog i Ossietzskog za Weltbühne radili su i Lion Feuchtwanger, Hellmut von Gerlach, Moritz Heimann, Kurt Hiller, Erich Mühsam, Else Lasker-Schüler, Erich Kästner, Alfred Polgar, Carl Zuckmayer i Arnold Zweig. 
Novina je izlazila u 15 000 primjeraka. 